# خورانک
خورانک دهی است جزء دهستان پایین بخش طالقان شهرستان تهران واقع در ۲۵ هزارگزی باختر شهرک و سه هزارگزی جنوب راه عمومی مالرو قزوین به طالقان. این دهکده در کوهستان قرار دارد با آب و هوای سردسیری. آب آن از چشمه و محصول آن غلات و انگور و گردو. شغل اهالی زراعت است و عده‌ای هم برای تأمین معاش به تهران و مازندران و گیلان می‌روند و در زمستان برمی‌گردند. از صنایع دستی آن، کرباس و گلیم و جاجیم‌بافی است.
تاتی زبان مردم خورانک است. خورانک ۸۰ نفر جمعیت دارد.